# Cheilotoma
Cheilotoma is een geslacht van kevers uit de familie bladkevers (Chrysomelidae).
De wetenschappelijke naam van het geslacht werd in 1837 gepubliceerd door Louis Alexandre Auguste Chevrolat.

## Soorten
- Cheilotoma beldei Kasap, 1984
- Cheilotoma erythrostoma Faldermann, 1837
- Cheilotoma musciformis Goeze, 1777
- Cheilotoma voriseki Medvedev & Kantner, 2003